# Дуван-Мечетлінська сільська рада
Дува́н-Мечетлі́нська сільська рада (рос. Дуван-Мечетлинский сельский совет) — муніципальне утворення у складі Мечетлінського району Башкортостану, Росія. Адміністративний центр — село Дуван-Мечетліно.

## Населення
Населення — 1386 осіб (2019, 1630 в 2010, 1740 в 2002).

## Склад
До складу поселення входять такі населені пункти:
| Населений пункт          | Населення, осіб (2002) | Населення, осіб (2010) |
| ------------------------ | ---------------------- | ---------------------- |
| Буранчино, присілок      | 220                    | 191                    |
| Гумерово, присілок       | 216                    | 166                    |
| Дуван-Мечетліно, село    | 669                    | 681                    |
| Єланиш, присілок         | 221                    | 195                    |
| Каранаєво, присілок      | 185                    | 170                    |
| Нижнє Тукбаєво, присілок | 229                    | 227                    |